# Anyphops thornei
Espèce
Synonymes
- Selenops thornei Lawrence, 1940

Anyphops thornei est une espèce d'araignées aranéomorphes de la famille des Selenopidae.

## Distribution
Cette espèce est endémique du Cap-Occidental en Afrique du Sud,. Elle se rencontre dans les monts Cederberg.

## Description
La femelle holotype mesure 7,3 mm.

## Publication originale
- Lawrence, 1940 :  The genus Selenops (Araneae) in South Africa. Annals of the South African Museum, vol. 32, p. 555-608 (texte intégral).